# تقييم قائم على معايير
إن التقييم القائم على المعايير هو أحد الاختبارات التي تعتمد على التعليم القائم على النتائج أو فلسفة التعليم القائم على الأداء. ويعتبر التقييم جزءًا رئيسيًا من حركة إصلاح المعايير. فالجزء الأول يتعلق بوضع معايير جديدة أعلى يُتوقع أن يتمكن كل طالب من تحقيقها. بعد ذلك يجب أن يتماشى المنهج الدراسي مع المعايير الجديدة. وأخيرًا، يتم تقييم الطلاب لمعرفة مدى وفاء كل طالب بتلك المعايير فيما يتعلق بما «يجب معرفته والتمكن من فعله». في الولايات المتحدة، لا يتم منح دبلومة المدرسة الثانوية التي يتم الحصول عليها باجتياز امتحان التخرج من المدرسة الثانوية أو شهادة الإتقان الأولي إلا بعد تحقيق هذه المعايير.
ويتم تحديد نموذج المعايير بناءً على ما يُتوقع معرفته بالنسبة لكل طالب أو طفل على حدة، ويتم إعطاء درجة للطالب وفقًا لهذه المقاييس بدلاً من إعطاء الدرجة بناءً على نموذج الإجابة. ومن المتوقع بشكل كبير أن يصبح كل طالب بارعًا في كافة مجالات المهارات الأكاديمية بنهاية الفترة، والتي عادة ما تكون عشر سنوات في الولايات المتحدة، لكن في بعض الأحيان تستمر لفترة أطول، وذلك بعد تمرير مشروع قانون إصلاح التعليم من قبل المجلس التشريعي للولاية. كما يمكن للحكومة الاتحادية للولايات المتحدة، وبموجب قانون «لا يتخلف طفل عن التعليم» مطالبة كافة المدارس بضرورة إثبات حدوث تحسن بين كافة الطلاب، حتى ولو كانوا بارعين بالفعل في كافة المستويات.

## التصحيح الشامل
بدلاً من استخدام الحواسيب في تسجيل إجابات اختبارات الاختيار من متعدد، تتطلب أداة روبرك المستخدمة لعمليات التقييم في الولايات مثلما يحدث في ولاية نورث كارولاينا  فإنه يُطلب من المصححين النظر في الورقة بشكل شامل ثم إعطاء التقييم. لا يُسمح للمصححين بإحصاء الأخطاء، ولا تحتوي أداة روبرك على مقاييس رقمية تحدد عدد الأخطاء الإملائية أو النحوية التي تستحق الدرجة "1" أو "2". يتم تصحيح قسم الكتابة التحليلية في اختبار التسجيل للدراسات العليا (GRE)باستخدام مقياس شامل من ست نقاط بزيادة مقدارها نصف نقطة. ويعتبر التصحيح الشامل أحد الأسباب الرئيسية في الخلاف بين المصححين، ولهذا السبب يتم تصحيح بعض الاختبارات أكثر من مرة للوقوف على مدى التوافق.

## المزايا
- يتم تقييم الطلاب من خلال مقارنة مستوى كل طالب بالمستوى الذي يتمكن كافة الطلاب من تحقيقه، بدلاً من التقييم آليًا بواسطة منحنى الجرس فلا بد أن هناك بعض الطلاب الفاشلين، ولا يُسمح إلا لعدد قليل فقط بـالنجاح
- البشر، وليس الحواسيب، هم من يستطيعون تقييم إجابة الطالب بشكل كامل بدلاً من فرض الإجابة الصحيحة أو الإجابة الخاطئة بشكل صارم لا يقبل التأويل
- استخدامات الإجابة الحرة واختبار مهارات التفكير العليا، الأمر الذي يعتبر ضروريًا في معظم معايير التعليم الجديدة.
- يترتب على اختبارات الاختيار من متعدد التي يتم تصحيحها بواسطة الحواسيب آثار سلبية لدى الأقليات لعدم توفيرها شكلاً عادلاً من الفرص.
- الاختبار القائم على المعايير هو اختبار جدير بتعليمه، بخلاف اختبار الاختيار من متعدد.
- الاختبار القائم على المعايير هو فقط الذي يتماشى مع إصلاح التعليم القائم على المعايير، والذي يعتمد على الاعتقاد بأن كافة الطلاب يمكنهم النجاح، وليس القلة منهم فقط هم من يمكنهم ذلك.
- اجتياز اختبار الصف العاشر والحصول على شهادة الإتقان الأولية يضمن أن كافة الطلاب سوف يتخرجون وهم يتمتعون بالمهارات التي يحتاجونها للنجاح في عالم اقتصاد القرن الحادي والعشرين.
- لن يتعرض الطلاب للغش والخداع بعد الآن؛ فقد كان الطالب ينتقل إلى الصف التالي بدون أن يحصل على ما يحصل عليه أي طفل في نفس الصف من معرفة وتجارب.
- عندما يجتاز كافة الطلاب كافة المستويات، وهو الهدف المحوري وراء إصلاح التعليم القائم على المعايير، فإن كافة الطلاب من مختلف الخلفيات سوف يحققون نفس الدرجة في الاختبار، وبذلك تختفي فجوة التحصيل، وهي ظاهرة غامضة كانت تحدث بين كافة مجموعات الطلاب في كافة الاختبارات. ومع ذلك فمنذ عام 2006، لم يحقق التقييم القائم على المعايير هذا التفاؤل (وقد يسميه النقاد هدفًا مستحيلاً)، على الرغم من ظهور ارتفاع في درجات العديد من الطلاب.

## المقارنة
عند مقارنته باختبار الاختيار من متعدد، فإنه يمكن التعرف على الاختبار معياري المرجع، وهو اختبار قائم على المعايير، من خلال ما يلي:
- يتم تحديد مجموعة درجات منفصلة لمستويات الأداء المختلفة. ولا توجد مجموعة درجات منفصلة في الاختبارات المعيارية المرجع. لا توجد مجموعة درجات متعلقة بالإخفاق في اختبار سات. وتضع كل كلية أو مؤسسة معايير الدرجات الخاصة بها للقبول أو المنح.
- يتم تحديد مستويات مختلفة للأداء. وعادة ما تكون هذه المستويات هي: مرتفع ومتوسط وأدنى من المقبول. ويتم وضع هذه المستويات وفق عملية معايرة، بالرغم من أن هذه العملية لا تأخذ بالاعتبار إذا ما كانت بنود الاختبار مناسبة حتى لمستوى الصف أم لا.
- يتم تصحيح الاختبارات بطريقة التصحيح الشامل في مقابل إجابات الكتابة الحرة، التي غالبًا ما تكون باستخدام الصور، أكثر من تحديد الإجابة الصحيحة أو الخاطئة في أسئلة الاختيار من متعدد.
- ويكون تصحيح الاختبارات أكثر كلفة بسبب ذلك، حيث تتراوح في الغالب من 25-30 دولارًا للاختبار مقارنةً بـ 2-5 دولارات، غير شاملة تكلفة وضع الاختبار، والذي عادة ما يأتي مختلفًا عن كل عام ولكل ولاية.
- يصبح تصحيح الاختبارات أكثر صعوبة لأنه يتم تقييمها في العادة في مقابل عدد قليل لا يزيد عن واحدة أو اثنتين من أوراق الأمثلة لكل مستوى تصحيح. ولا يمكن تصحيحها باستخدام الحاسب الآلى.
- تكون هذه الاختبارات أقل موثوقية. فالتوافق يتفاوت ما بين 60 إلى 80 بالمائة على مقياس من أربع نقاط ويُفترض أن يكون دقيقًا.
- لا يحتاج المصححون لأوراق اعتماد التدريس، فهم بحاجة فقط لأى شهادة عليا في أي مجال ويحصلون في العادة على 8 إلى 11 دولار للساعة للعمل بدوام جزئي.
- لا يعتبر ارتفاع معدلات الرسوب بحيث تتراوح ما بين 80-95 بالمائة من الأمور المعتادة فحسب، ولكن من المتوقع وبشكل كبير أن يتم الإعلان عنها بمجرد نشر برامج الاختبار في الصحافة المحلية. وفي إطار معايير التخرج التقليدية، حقق الأمريكان الأفارقة معدلات تخرج قومية بنقاط أقل من البيض. في عام 2006، وُعد الطلاب الأمريكان الأفارقة الذين أخفقوا في تقييم واشنطن لتعليم الطلاب (WASL) من قبل المديرة تيري بيرجسون (Terry Bergeson) أنهم لن يحصلوا على الدبلومة إذا لم يجتازوا الأدوار الثانية من الاختبارات خلال عامين، بالرغم من أنها تعهدت سابقًا أن (كل الطلاب) سيحصلون على دبلومة عالمية.
- عادة ما تتراوح معدلات رسوب طلاب الأقليات وطلاب التعليم الخاص ما بين ضعفين إلى أربعة أضعاف هذه المعدلات بالنسبة لمجموعات الأغلبية حيث إن الأسئلة ذات الإجابات المطولة تعتبر صعبة في إجابتها أكثر من أسئلة الاختيار من متعدد.
- فغالبًا ما يكون المحتوى صعبًا حتى للكبار بحيث يتعذر عليهم الإجابة سريعًا، حتى في المستويات المتدنية مثل المستوى الرابع، خصوصًا في مادة الرياضيات. لذا، يرى البروفسوردون أورليش أن تقييم واشنطن لتعليم الطلاب يعد «كارثة», حيث يكون مستوى اختبارات الرياضيات والعلوم أعلى من مستوى النمو الطبيعي للطلاب في مستويات تقييم كثيرة أخرى.
- تحتوي مادة الرياضيات على نسبة كبيرة من الإحصاء والهندسة وقدر قليل من الحساب البسيط.
- تعطي المدارس درجة صفر للطلاب الذين لم يتجاوزوا الاختبار
- عادة ما يتم التخطيط لاجتياز مثل هذا الاختبار في المستوى العاشر لكونه مطلوبًا للتخرج من المدرسة الثانوية.
- يتم تعريف اجتياز مثل هذا الاختبار، بدلاً من كونه في الترتيب الخمسين، بأنه أداء تقييم مستوى.
- يمكن تقييم سؤال ذي إجابة صحيحة بأنه خطأ إذا لم يبين الطالب كيف توصل للإجابة التي وصل إليها. وليس بالضرورة أن يعتبر السؤال ذو النتيجة العددية غير الصحيحة خطأ.[4]
- لم يسمح اختبار العام الأول من اختبار الخدمات المناسبة ثقافيًا ولغويًا في ولاية كاليفورنيا بأن تكون "4" درجة عليا في الرياضيات، وهو ما لا يحدث في أعلى المدارس تقييمًا، وذلك لكي يترك للطلاب فرصة للتحسن[5]
- أعطى مشروع نورث كارولاينا للكتابة أقل من 1 بالمائة من الدرجة النموذجية (4 درجات). تضمنت هذه الورقات مفردات ومعرفة في مستوى يتعدى أحيانًا مستوى خريجي الجامعة، وفوق مستوى الجمهور المستهدف من خريجي المدارس الثانوية. وسيكون هذا المستوى أصعب حتى من تحقيق درجات كافية في اختبار السات من أجل دخول جامعة آيفي الخاصة.
- عادة ما تزيد الدرجات بشكل أسرع من زيادتها في الاختبارات القياسية مثل نايب أو سات التي تُعطى في نفس الفترة الزمنية[6]

## تقييم واشنطن للأداء القائم على حجرة الدراسة (WCBPA)
من أجل التغلب على المخاوف المتعلقة بأن الرياضة والعلوم والقراءة والكتابة فقط هي المواد التي سيتم تقييمها
ابتكرت ولاية واشنطن عددًا من التقييمات القائمة على حجرة الدراسة في مجالات كثيرة قام طلاب حقيقيون بإنشائها وتجريبها.

### الفنون
في الموسيقى، يطلب من متخرجي الصف الخامس الغناء من أوراق موسيقية. ويمكنهم استخدام الصولفيج، أو عداد الأرقام أو استخدام الأصابع بدون آلة. يجب أن تؤدى الأغاني بإيقاع ثابت ونغمة صحيحة وقيم إيقاعية صحيحة. تحصل الإجابة على الدرجة صفر إذا احتوت على ستة أخطاء إيقاعية أو أكثر أو ليس بها إيقاع ثابت. لكل طالب دقيقة واحدة لدراسة وتطبيق التمرين الغنائي. وحينها ستكون هناك فرصتان للأداء خلال التسجيل بالفيديو. ويتوقع منهم أيضًا أن يؤلفوا حسب الطلب موضوعًا باستخدام ورقة بيضاء ويقوموا بأدائه باستخدام آلة واحدة.
في مادة الرقص, تتوقع الولاية أن يتمكن كل طلاب الصف الخامس من تحليل جزء من مقطوعة فنية بصرية بإنشاء وأداء رقصة أصلية. إذ يجب توسعة قفزة جاك "X" بالكامل، بينما تكون قفزة جاك "X" المرتخية غير مقبولة. وفي وقفة النهاية يجب أن يثبت الراقص لمدة 3 ثوانٍ. يجب أن يؤدى الرقص بأقدام عارية أو بحذاء رقص مناسب. لكل طالب 20 دقيقة ليشكل ويتدرب على الرقصة، ويجب أن يصف فكرتين أو صورتين أو إحساسين، ويشرح لماذا اختار أو اختارت الحركة أو الجملة الحركية.

## وصلات خارجية
- American Federation of Teachers. Where We Stand: Standards-Based Assessment and Accountability
- "How the WASL is Awful", publication distributed by Citizens United for Responsible Education, Washington State.